# Bibenzile
Il bibenzile (nome IUPAC: 1,2-difeniletano) è un idrocarburo aromatico di formula C14H14. In condizioni standard appare come un solido cristallino di colore bianco, insolubile in acqua ma solubile in etere, cloroformio ed esano. Trattasi di un composto tendenzialmente poco reattivo, ma se ne raccomanda comunque la conservazione in luogo fresco ed asciutto lontano da forti agenti ossidanti. Secondo la regolamentazione (CE) N. 1272/2008 il bibenzile viene classificato come sostanza non pericolosa, e non è quindi soggetto ad etichettatura. Trova impiego a livello industriale come solvente e come reagente nelle sintesi organiche.

## Sintesi
Il bibenzile può essere ottenuto per riduzione dello stilbene in ambiente anidro con idrogeno molecolare:
{\displaystyle {\ce {Ph-CH=CH-Ph + H2 -> Ph-CH2-CH2-Ph}}}
In virtù di ciò, la molecola è conosciuta anche col nome di diidrostilbene (o 1,2-diidrostilbene).

## Biologia
La struttura del bibenzile, associata a quella dello stilbene, è comune a diverse molecole di origine vegetale dette diidrostilbenoidi (o bibezili), che rappresentano la forma ossidata degli stilbenoidi, composti ad azione antiossidante, antifungina ed antimicrobica che vengono prodotti da alcuni tipi di piante in risposta all'infezione da parte di agenti patogeni.